# Leptospermum
Leptospermum là một chi thực vật có hoa trong họ Myrtaceae.

## Loài
Chi Leptospermum gồm các loài:
- Leptospermum anfractum - Qld
- Leptospermum arachnoides - Qld NSW
- Leptospermum argenteum - NSW
- Leptospermum barneyense - Qld
- Leptospermum benwellii - NSW
- Leptospermum blakelyi - NSW
- Leptospermum brachyandrum - Qld NSW
- Leptospermum brevipes - Qld NSW Vic
- Leptospermum confertum - WA
- Leptospermum continentale - NSW Vic SA
- Leptospermum coriaceum - NSW Vic SA
- Leptospermum crassifolium - NSW
- Leptospermum deanei - NSW
- Leptospermum deuense - NSW
- Leptospermum divaricatum - NSW
- Leptospermum emarginatum - NSW Vic
- Leptospermum epacridoideum - NSW
- Leptospermum erubescens - WA
- Leptospermum exsertum - WA
- Leptospermum fastigiatum - WA SA
- Leptospermum glabrescens - East Gippsland
- Leptospermum glaucescens - Tas
- Leptospermum grandiflorum - Tas
- Leptospermum grandifolium - NSW Vic
- Leptospermum gregarium  - Qld NSW
- Leptospermum incanum - WA
- Leptospermum inelegans - WA
- Leptospermum javanicum - Myanmar, Thailand, Malaysia, Indonesia, Philippines
- Leptospermum jingera - Vic
- Leptospermum juniperinum - Qld NSW
- Leptospermum laevigatum - NSW Vic SA Tas
- Leptospermum lamellatum - Qld
- Leptospermum lanigerum - Qld NSW Vic SA Tas
- Leptospermum liversidgei - Qld NSW
- Leptospermum luehmannii - Qld
- Leptospermum macgillivrayi - WA
- Leptospermum macrocarpum - NSW
- Leptospermum madidum - Qld WA NT
- Leptospermum maxwellii -  WA
- Leptospermum microcarpum - Qld NSW
- Leptospermum micromyrtus - NSW Vic
- Leptospermum minutifolium - Qld NSW
- Leptospermum morrisonii - NSW
- Leptospermum multicaule - NSW Vic
- Leptospermum myrsinoides - NSW Vic SA
- Leptospermum myrtifolium - NSW Vic
- Leptospermum namadgiensis - NSW
- Leptospermum neglectum - Qld
- Leptospermum nitens - WA
- Leptospermum nitidum - Tas
- Leptospermum novae-angliae - Qld NSW
- Leptospermum obovatum - NSW Vic
- Leptospermum oligandrum - WA
- Leptospermum oreophilum - Qld
- Leptospermum pallidum - Qld
- Leptospermum parviflorum - NG Qld WA NT
- Leptospermum parvifolium - NSW
- Leptospermum petersonii - Qld NSW
- Leptospermum petraeum - NSW
- Leptospermum polyanthum - NSW
- Leptospermum polygalifolium - Qld NSW LHI
- Leptospermum purpurascens - Qld
- Leptospermum recurvum - Sabah, Sulawesi
- Leptospermum riparium - Tas
- Leptospermum roei - WA
- Leptospermum rotundifolium - NSW
- Leptospermum rupestre - Tas
- Leptospermum rupicola - NSW
- Leptospermum scoparium -  Vic NSW Tas New Zealand (North + South + Chatham Is)
- Leptospermum sejunctum - NSW
- Leptospermum semibaccatum - Qld NSW
- Leptospermum sericatum - Qld
- Leptospermum sericeum - WA
- Leptospermum speciosum - Qld NSW
- Leptospermum spectabile - NSW
- Leptospermum sphaerocarpum - NSW
- Leptospermum spinescens - WA
- Leptospermum squarrosum - NSW
- Leptospermum subglabratum - NSW
- Leptospermum subtenue - WA
- Leptospermum thompsonii - NSW
- Leptospermum trinervium - Qld NSW Vic
- Leptospermum turbinatum - Vic
- Leptospermum variabile - Qld NSW
- Leptospermum venustum - Qld
- Leptospermum whitei - Qld NSW
- Leptospermum wooroonooran - Qld

## Hình ảnh

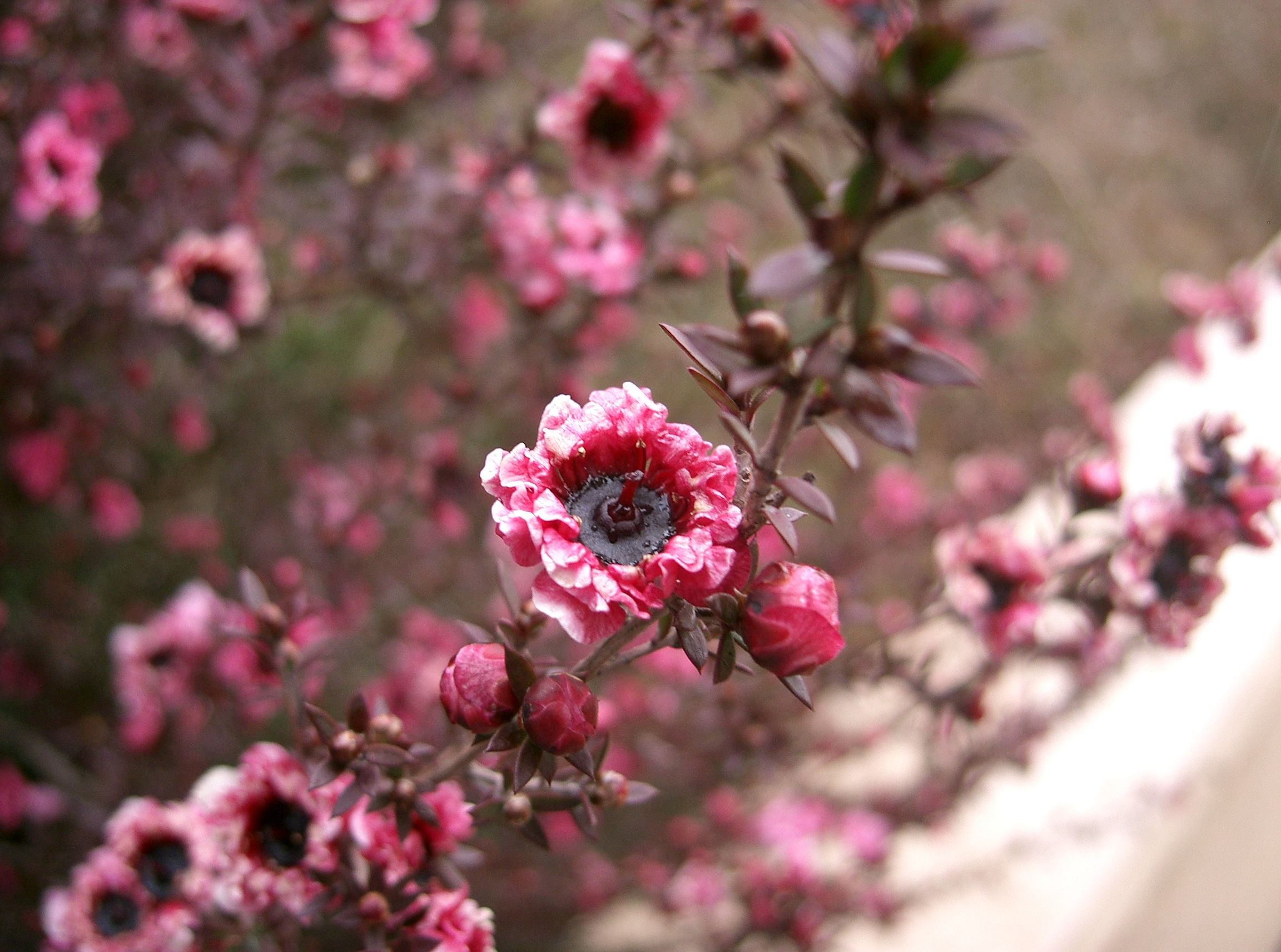
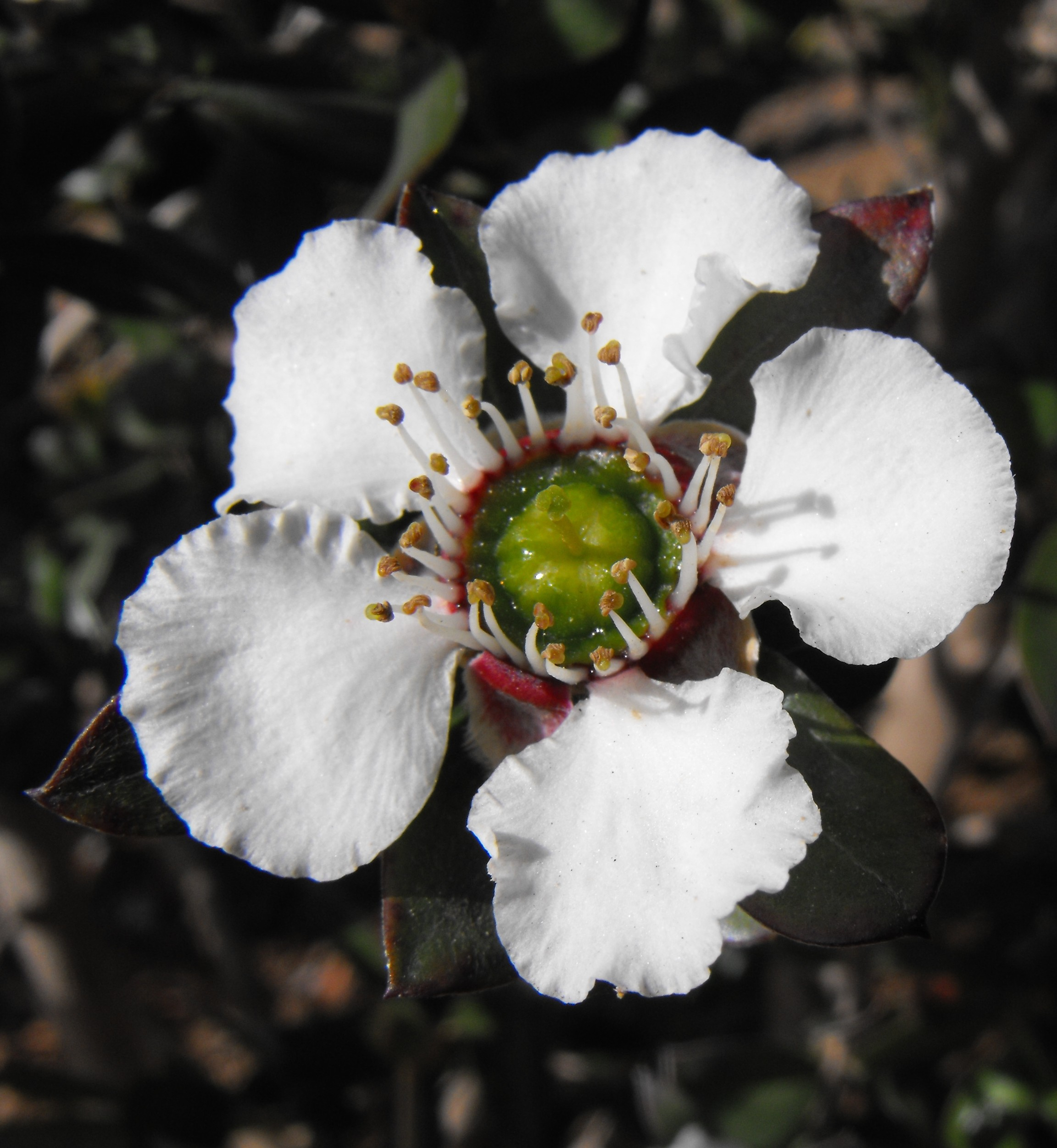
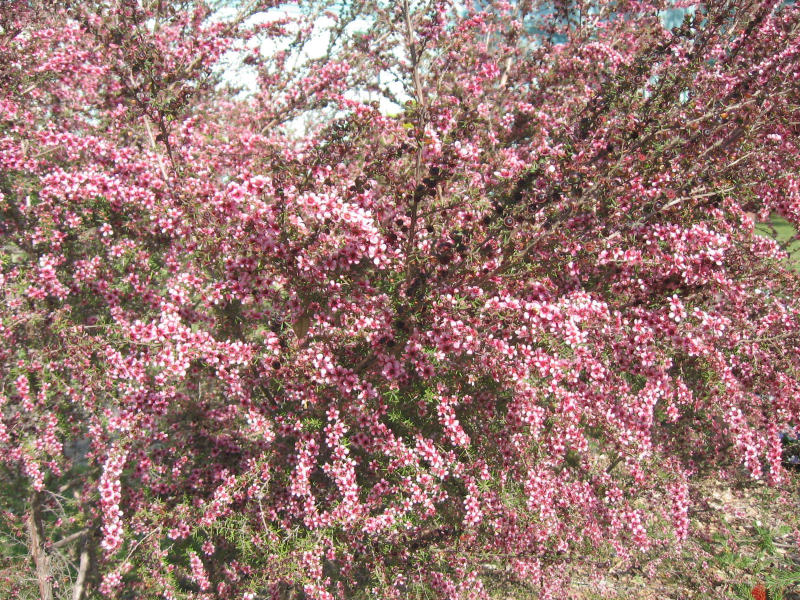